# James W. Pardew

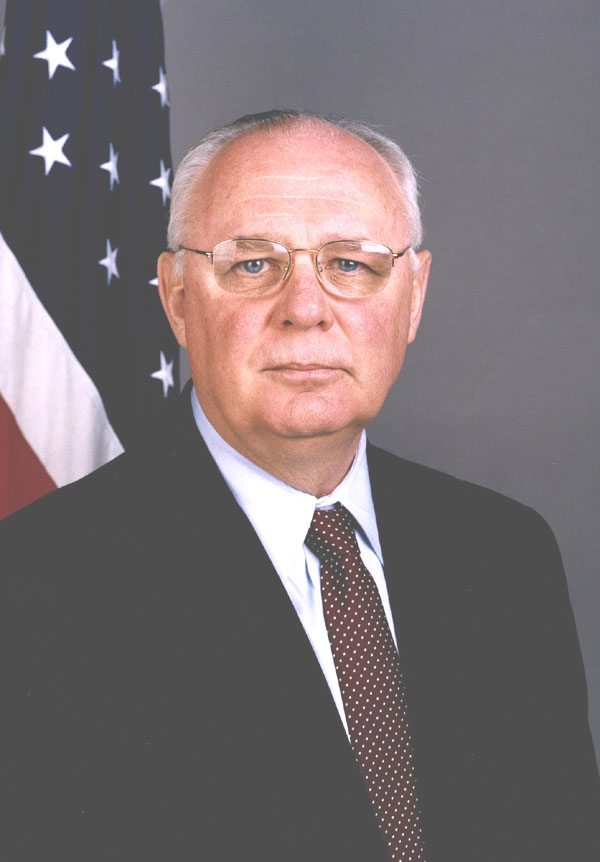
James W. Pardew (Juli 2002)

James William Pardew (* 5. Februar 1944 in Memphis, Tennessee; † 2. Juni 2021 in Arlington County, Virginia) war ein US-amerikanischer Offizier und zuletzt Oberst der US Army sowie Diplomat, der unter anderem zwischen 2002 und 2005 Botschafter der Vereinigten Staaten in Bulgarien war.

## Leben
James William Pardew begann nach dem Besuch der High School in Nettleton 1962 ein Studium im Fach Journalismus an der Arkansas State University (ASU), welches er 1966 mit einem Bachelor of Science (BS Journalism) beendete. Im Anschluss trat er in die US Army ein und fand in den folgenden Jahren zahlreiche Verwendungen als Offizier und Stabsoffizier. Während dieser Zeit absolvierte er ein postgraduales Studium der Politikwissenschaften an der Loyola University Chicago, das er 1973 mit einem Master of Arts (MA Political Science) abschloss. Für seine militärischen Verdienste wurde er zwei Mal mit der Bronze Star Medal, zwei Mal mit dem Legion of Merit sowie der Air Medal ausgezeichnet. Er war Absolvent des US Army War College in Carlisle und fungierte als Colonel zwischen 1988 und 1992 als Direktor für auswärtige Nachrichtendienste und Chef für aktuelles Nachrichtendienstwesen im Generalstab des Heeres (Director of Foreign Intelligence & Chief of Current Intelligence, Army General Staff) sowie zuletzt von 1992 bis zu seinem Ausscheiden aus dem aktiven Militärdienst 1994 als Vize-Direktor für Nachrichtendienste im Vereinigten Generalstab (Vice Director for Intelligence, J-2, Joint Staff).
Nach seinem Ausscheiden aus dem Militärdienst war Pardew zwischen 1996 und 1999 Direktor für das militärische Trainings- und Ausrüstungsprogramm in Bosnien und Herzegowina und im Anschluss von 1999 bis 2001 stellvertretender Sonderberater des US-Präsidenten für die Demokratie in Südosteuropa. In dieser Zeit war er auch US-Vermittler beim Rahmenabkommen von Ohrid, eine zwischen den beiden größten mazedonischen und den beiden großen albanischen Parteien Nordmazedoniens am 13. August 2001 geschlossene Vereinbarung, die eine angemessene Repräsentation der albanischen Minderheit in Politik und Verwaltung sichern soll, die gewaltsamen Auseinandersetzungen des Jahres 2001 im Land beendete und eine tragfähige politische Ordnung etablieren sollte. Im Anschluss war er im Außenministerium von 2001 bis 2002 Sonderberater für Südosteuropa der damaligen Unterabteilungsleiterin für Europäische und Eurasische Angelegenheiten (Assistant Secretary of State for European and Eurasian Affairs) A. Elizabeth Jones.
Am 1. April 2002 wurde Pardew zum Botschafter der Vereinigten Staaten in Bulgarien ernannt und überreichte dort am 13. Mai 2002 als Nachfolger von Richard Miles seine Akkreditierung. Auf diesem Posten verblieb er bis zum 30. Juli 2005 und wurde daraufhin von John Beyrle abgelöst. Er engagierte sich auch als Mitglied im Council on Foreign Relations.
Aus seiner Ehe mit Kathy Pardew gingen drei Söhne hervor.

## Veröffentlichung
- Peacemakers American leadership and the end of genocide in the Balkans, 2018